# I bassifondi
I bassifondi (どん底?, Donzoko) è un film del 1957 diretto da Akira Kurosawa, tratto dal dramma teatrale Bassifondi (o L'albergo dei poveri) di Maksim Gor'kij.

## Trama
In fondo ad una voragine che serve da discarica c'è un miserabile dormitorio pubblico gestito da un vecchio cinico usuraio e dalla sua intrigante consorte. Al suo interno vi sono una dozzina di vagabondi: una prostituta dal gran cuore, un attore alcolizzato, un nobile decaduto, un ladro e disoccupati d'ogni risma, che sognano, ciascuno a modo suo, un'improbabile evasione dalla miseria della vita in cui sono imprigionati.
Il passaggio nel dormitorio di un pellegrino-filosofo sembra portare un po' di speranza.